# Vänersnäs församling
Vänersnäs församling är en församling i Väne kontrakt i Skara stift. Församlingen ligger i Vänersborgs kommun i Västra Götalands län och ingår i Västra Tunhems pastorat.

## Administrativ historik
Församlingen har medeltida ursprung. Omkring 1530 införlivades Hallby församling. Före den 1 januari 1886 (ändring enligt beslut den 17 april 1885) var namnet Näs församling.
Församlingen var till 1671 annexförsamling i pastoratet Ås, Näs, Flo och Sal. Från 1671 till 1 maj 1816 annexförsamling i pastoratet Flo, Ås, Sal och Näs. Från 1 maj 1816 utgjorde församlingen ett eget pastorat för att därefter från 1962 till 2002 vara annexförsamling i pastoratet Västra Tunhem, Gärdhem, Väne-Åsaka, Norra Björke och Vänersnäs. Från 2002 annexförsamling i pastoratet Västra Tunhem, Gärdhem, Åsaka-Björke och Vänersnäs.

## Kyrkobyggnader
- Vänersnäs kyrka

### Fotnoter
1. ↑  Stift, kontrakt och pastorat i nummerordning med ingående församlingar 2020-01-01, SCB, läs online.[källa från Wikidata]
2. 1 2  Medlemmar i Svenska kyrkan i förhållande till folkmängd den 31.12.2019 per församling, kommun och län samt riket, Svenska kyrkan, läs online.[källa från Wikidata]
3. ↑  SCB folkräkningen 1890 andra delen Arkiverad 24 september 2015 hämtat från the Wayback Machine. sida 61 anm. till Skaraborgs län not 1
4. ↑  ”Förteckning (Sveriges församlingar genom tiderna)”. Skatteverket. 1989. http://www.skatteverket.se/privat/folkbokforing/omfolkbokforing/folkbokforingigaridag/sverigesforsamlingargenomtiderna/forteckning.4.18e1b10334ebe8bc80003999.html. Läst 17 december 2013.
5. ↑  ”Församlingar”. Statistiska centralbyrån. https://www.scb.se/hitta-statistik/regional-statistik-och-kartor/regionala-indelningar/forsamlingar/. Läst 30 december 2022.